# Eunidia renaudi
Eunidia renaudi là một loài bọ cánh cứng trong họ Cerambycidae.